# 伊奈平
伊奈平（いなだいら）とは東京都武蔵村山市の地名。現行行政地名は伊奈平一丁目から伊奈平六丁目。郵便番号は208-0023。

## 地理
武蔵村山市南部に位置する。北で残堀・三ツ藤、東で榎、南で立川市一番町、南西で立川市西砂町、西で横田基地内の大字三ツ木と隣接している。伊奈平五丁目の立川バスの停留所「伊奈平公園」付近に横田基地第17ゲート（大字三ツ木）がある。横田基地と都道162号線に挟まれた地域は住宅が多く、都道162号線と都道59号線に挟まれた地域には物流センターや工場が多い。

## 歴史

### 地名の由来
伊奈平地区を通過していた、現在のあきる野市域にかつて存在した伊奈宿へ至る「伊奈海道」に由来する。

## 世帯数と人口
2018年（平成30年）1月1日現在の世帯数と人口は以下の通りである。
| 丁目         | 世帯数    | 人口    |
| ------------ | --------- | ------- |
| 伊奈平一丁目 | 177世帯   | 354人   |
| 伊奈平二丁目 | 153世帯   | 365人   |
| 伊奈平三丁目 | 183世帯   | 396人   |
| 伊奈平四丁目 | 451世帯   | 920人   |
| 伊奈平五丁目 | 769世帯   | 1,891人 |
| 伊奈平六丁目 | 648世帯   | 1,312人 |
| 計           | 2,381世帯 | 5,238人 |

## 小・中学校の学区
市立小・中学校に通う場合、学区は以下の通りとなる
| 丁目         | 番地 | 小学校                 | 中学校                 |
| ------------ | ---- | ---------------------- | ---------------------- |
| 伊奈平一丁目 | 全域 | 武蔵村山市立第八小学校 | 武蔵村山市立第五中学校 |
| 伊奈平二丁目 | 全域 | 武蔵村山市立第八小学校 | 武蔵村山市立第五中学校 |
| 伊奈平三丁目 | 全域 | 武蔵村山市立第八小学校 | 武蔵村山市立第五中学校 |
| 伊奈平四丁目 | 全域 | 武蔵村山市立第八小学校 | 武蔵村山市立第五中学校 |
| 伊奈平五丁目 | 全域 | 武蔵村山市立第八小学校 | 武蔵村山市立第五中学校 |
| 伊奈平六丁目 | 全域 | 武蔵村山市立第八小学校 | 武蔵村山市立第五中学校 |

## 交通
道路
- 東京都道59号八王子武蔵村山線
- 東京都道162号三ツ木八王子線（残堀街道）

## 施設
- ダイエー武蔵村山店
- バイゴー伊奈平店
- ジョナサン武蔵村山店
- 幸楽苑武蔵村山店
- ラウンドワン武蔵村山店
- トワーズ武蔵村山店
- SAP武蔵村山
- ニラク武蔵村山伊奈平店
- オートバックスむさし村山店
- 新川本社・工場
- コトブキ村山工場
- 文明堂東京武蔵村山工場
- 日立物流武蔵物流センター
- バンテック村山物流センター